# Гасанова, Саида Фаруховна
Саида Гасанова (р. 13 июня 1975, Киев) — украинская боксёрша, выступавшая в категории до 63 кг. Мастер Спорта Международного Класса по боксу, бронзовый призёр чемпионата Европы (2006), бронзовый призёр чемпионата Мира (2002). Мастер спорта по кикбоксингу, бронзовый призёр чемпионата Европы в Италии (Jesolo, oct.19/22-2000). Судья международной категории по боксу (2007). Играющий тренер по футболу с 2001 года, команда "КНУБА". Старший преподаватель кафедры физического воспитания и спорта КНУБА (с 2001 года).

## Биография
Родилась 13 июня 1975 года в Киеве в азербайджанской семье. Родители: Гасановы Фарух и Земфира. У отца мать - украинка, у матери оба родителя - азербайджанцы.

## Учёба
В 1993-98 гг. училась в Киевском университете строительства и архитектуры. В 2008 году окончила Университет физического воспитания и спорта Украины. Ныне работает старшим преподавателем кафедры физического воспитания и спорта КНУБА. 05.05.2021 защитила диссертациюНУФВСУ.

## Спортивная карьера
Спортом начала заниматься в 1993 году, после поступления в КИСИ. Первым тренером был профессор Мкртыч Оганесович Диленян (умер 26 августа 2013 года).

### Чемпионат мира - 2002
На чемпионате мира - 2002 в Анталье (Турция) потерпела поражение - во втором поединке в полуфинале от француженки Мириам Ламар.

### Чемпионат Европы - 2006
На чемпионате Европы - 2006 в Варшаве (Польша) Саида также потерпела поражение во втором поединке, в полуфинале - от датчанки Винни Сковгард.

## Судейская карьера
Является заместителем главы судейской коллегии г. Киева. Судила боксёрские поединки на Международном турнире по боксу класса «А» «Кубок Николаева» среди женщин, турнир класса "А" "Ахмет Комерт", Чемпионат Европы 2009 среди женщин, чемпионаты Украины среди мужчин, чемпионаты и кубки Украины среди женщин, молодежь, юниоры, школьники.

## Титулы
По боксу:
- Бронза чемпионата мира (2002)[5]
- Бронза чемпионата Европы (2006)[6]
- 6-кратная чемпионка Украины по боксу

По кикбоксингу:
- 3-кратная чемпионка Украины
- Бронза чемпионата Европы

## Звания
- Мастер спорта по кикбоксингу[7].
- Мастер спорта международного класса по боксу[8].
- Судья международной категории